# Dionisie P. Decei
Dionisie P. Decei (n. 24 mai 1869, Hamba – d. 24 mai 1949, Teaca) a fost un deputat în Marea Adunare Națională de la Alba Iulia, organismul legislativ reprezentativ al „tuturor românilor din Transilvania, Banat și Țara Ungurească”, cel care a adoptat hotărârea privind Unirea Transilvaniei cu România, la 1 decembrie 1918.:p. 77

## Biografie
Născut în  localitatea Hamba în anul 1869, Nicolae a urmat studiile  la Seminarul greco-catolic din Blaj. A fost învățător iar din 1905 este și preot în localitatea Band. A fost membru al Consiliului Național Român județean Mureș-Turda precum și membru al Despărțământului Mureș al Astrei. După anul 1918 va fi și membru al P.N.R. precum și președinte al Consiliului de administrație al Băncii populare Izvorul, iar din 1923 este preot în Teaca, județul Bistrița-Năsăud. Își află sfârțitul în anul 1949 în localitatea Teaca.

## Activitatea politică
A fost ales ca delegat de drept al protopopiatului greco-catolic Band, la Marea Adunare Națională de la Alba Iulia de la 1 decembrie 1918.:p.252